# NGC 93
NGC 93 је спирална галаксија у сазвежђу Андромеда која се налази на NGC листи објеката дубоког неба.
Деклинација објекта је + 22° 24' 32" а ректасцензија 0h 22m 3,4s. Привидна величина (магнитуда) објекта NGC 93 износи 13,6 а фотографска магнитуда 14,4. Налази се на удаљености од 91,067 милиона парсека од Сунца. NGC 93 је још познат и под ознакама UGC 209, MCG 4-2-12, CGCG 479-15, ARP 65, PGC 1412.